# William Porter
William Franklin "Bill" Porter, född 24 mars 1926 i Jackson, Michigan, död 10 mars 2000 i Irvine i Kalifornien, var en amerikansk friidrottare.
Porter blev olympisk mästare på 110 meter häck vid olympiska sommarspelen 1948 i London.